# أوزوالد ديتز
أوزوالد ديتز (بالإنجليزية: Oswald Dietz)‏ هو مهندس ومهندس معماري وثوري أمريكي، ولد في 27 مايو 1823 في فيسبادن في ألمانيا، وتوفي في 9 مارس 1898 في سينسيناتي في الولايات المتحدة.